# You've Got a Friend in Me
 (février 2025).
Si vous disposez d'ouvrages ou d'articles de référence ou si vous connaissez des sites web de qualité traitant du thème abordé ici, merci de compléter l'article en donnant les références utiles à sa vérifiabilité et en les liant à la section « Notes et références ».
 (décembre 2024).
La mise en forme du texte ne suit pas les recommandations de Wikipédia : il faut le « wikifier ».
Les points d'amélioration suivants sont les cas les plus fréquents. Le détail des points à revoir est peut-être précisé sur la page de discussion.
- Les titres sont pré-formatés par le logiciel. Ils ne sont ni en capitales, ni en gras.
- Le texte ne doit pas être écrit en capitales (les noms de famille non plus), ni en gras, ni en italique, ni en « petit »…
- Le gras n'est utilisé que pour surligner le titre de l'article dans l'introduction, une seule fois.
- L'italique est rarement utilisé : mots en langue étrangère, titres d'œuvres, noms de bateaux, etc.
- Les citations ne sont pas en italique mais en corps de texte normal. Elles sont entourées par des guillemets français : « et ».
- Les listes à puces sont à éviter, des paragraphes rédigés étant largement préférés. Les tableaux sont à réserver à la présentation de données structurées (résultats, etc.).
- Les appels de note de bas de page (petits chiffres en exposant, introduits par l'outil «  Source ») sont à placer entre la fin de phrase et le point final[comme ça].
- Les liens internes (vers d'autres articles de Wikipédia) sont à choisir avec parcimonie. Créez des liens vers des articles approfondissant le sujet. Les termes génériques sans rapport avec le sujet sont à éviter, ainsi que les répétitions de liens vers un même terme.
- Les liens externes sont à placer uniquement dans une section « Liens externes », à la fin de l'article. Ces liens sont à choisir avec parcimonie suivant les règles définies. Si un lien sert de source à l'article, son insertion dans le texte est à faire par les notes de bas de page.
- La présentation des références doit suivre les conventions bibliographiques. Il est recommandé d'utiliser les modèles {{Ouvrage}}, {{Chapitre}}, {{Article}}, {{Lien web}} et/ou {{Bibliographie}}. Le mode d'édition visuel peut mettre en forme automatiquement les références.
- Insérer une infobox (cadre d'informations à droite) n'est pas obligatoire pour parachever la mise en page.

Pour une aide détaillée, merci de consulter Aide:Wikification.
Si vous pensez que ces points ont été résolus, vous pouvez retirer ce bandeau et améliorer la mise en forme d'un autre article.
You've Got a Friend in Me (Je suis ton ami en version française) est une chanson de Randy Newman. Utilisée comme chanson principale du film d'animation Disney/Pixar Toy Story de 1995, elle est depuis devenue un élément musical majeur de ses suites, Toy Story 2 (1999), Toy Story 3 (2010) et Toy Story 4 (2019) ainsi qu'un leitmotiv musical tout au long de la franchise Toy Story. La chanson a été nommée pour l'Oscar de la meilleure chanson originale et le Golden Globe Award de la meilleure chanson originale. Comme beaucoup d'autres chansons à thème de Disney, « You've Got a Friend in Me » a été reprise de nombreuses fois. Les versions de reprise présentées dans les trois premiers films Toy Story incluent un duo avec Newman et Lyle Lovett dans Toy Story ; une instance diégétique de Tom Hanks, une version de Robert Goulet et une instrumentale de Tom Scott dans Toy Story 2. La version française est « Je suis ton ami », interprétée par Charlélie Couture. Il existe également une version en langue espagnole des Gipsy Kings dans Toy Story 3